# Fright Night II
Fright Night II é um filme estadunidense de 1988, do gênero horror, dirigido por Tommy Lee Wallace.

## Sobre o filme
É a seqüência do grande êxito anterior (Fright Night, 1985). Apesar de ter sido bem recebido pela crítica (o crítico de cinema brasileiro Rubens Ewald Filho o considerou "tão bom quanto o original"), não teve a mesma repercussão, mas tornou-se um cult movie. O a(c)tor Roddy McDowall retorna ao seu papel de Peter Vincent, um a(c)tor de televisão que representa um caçador de vampiros, e que acaba tendo que por em prática o que fala em seu programa para salvar sua vida e de seus amigos, sempre atacados por vampiros.

## Sinopse
Após quatro anos da batalha contra o vampirão, Jerry Dandridge, Charley Brewster conclui suas sessões de  terapia, para deixar de acreditar que os vampiros existem. Sugerido pelo seu psiquiatra e om sua nova namorada, Alex Young (Traci Lind), ele decide procurar por Peter Vincent, com quem não falava desde a confronto contra Jerry, devido a fobia que desenvolveu. Charley decide não falar a Vincent que não acredita mais em vampiros, deixando Peter acreditar que tudo continua como antes. Saindo do apartamento de Peter, Charley se depara com um grupo de pessoas que acabara de se mudar para o mesmo edifício de Peter Vincent, pessoas com um estilo bastante exótico e incomum, passando pelo hall de entrada. A líder do grupo, uma mulher extremamente atraente, é Regine (Julie Carmen), uma artista performática, que acabara de chegar na cidade. Charley fica encantado por ela. A partir daí, uma série de mortes passa a ocorrer no Campus e a vida de Charley vira de cabeça para baixo, devido aos inúmeros acontecimentos estranhos. Em uma ocasião, Peter Vincent, descobre que Regine, na verdade, é um vampiro, e irmã de Jerry Dandridge, morto por Charley há quatro anos. Ela, agora, busca por vingança. Seu plano: Imortalizar Charley, tornando-o um deles, para, assim, torturá-lo eternamente. Charley, sem saber, teve seu sangue sugado por Regine, durante o sono, real motivo das suas mudanças físicas; como sono extremo e a sensibilidade à luz; e de comportamento; como fixação repentinas por pescoços femininos alheios. Peter avisa Charley, porém, Charley não acredita nas palavras de Peter, que, decide arrumar as malas e fugir. Charley só dá razão a Peter, quando o seu colega de quarto, Richie,  que estava em uma festa na cobertura de Regine, aparece morto, no dia seguinte. Alex, que terminou com Charley, por conta do seu comportamento estranho, também corre perigo, pois, Louie, um dos lacaios de Regine, a está cortejando. Charley, agora, precisa reunir forças para enfrentar Regine e o seu grupo .... antes que acabe se tornando um deles, definitivamente.

## Elenco
- Julie Carmen - Regine Dandridge
- Roddy McDowall - Peter Vincent
- William Ragsdale - Charley Brewster
- Traci Lind - Alex Young
- Jon Gries - Louie
- Brian Thompson - Bozworth
- Russel Clark - Belle
- Merritt Butrick - Richie
- Ernie Sabella - Dr. Harrison
- Josh Richman - Fritzy
- Gar Campbell - Diretor de tv
- Neith Hunter - Fã de Regine
- Dinah Cancer -  Regine na forma real //  Regine, esqueleto em chamas

## Prêmios e indicações

### Indicações
Fantasporto
- melhor filme: 1989[1]

 Saturn Awards
- melhor atriz: Julie Carmen - 1991